# Espíritu libre (película)
Espíritu libre (título original en inglés: True Spirit) es una película dramática biográfica australiana de 2023 dirigida por Sarah Spillane y escrita por Spillane, Cathy Randall y Rebecca Banner. La película está basada en las memoria de 2010 del mismo nombre de Jessica Watson, interpretada por Teagan Croft. Es una navegante australiana que recibió la Medalla de la Orden de Australia después de intentar una circunnavegación mundial en solitario a la edad de 16 años. La película estuvo disponible en Netflix el 3 de febrero de 2023.

## Reparto
- Teagan Croft como Jessica Watson
- Alyla Browne como la joven Jessica Watson
- Cliff Curtis como Ben Bryant
- Anna Paquin como Julie Watson
- Josh Lawson como Roger Watson
- Bridget Webb como Emily Watson
- Vivien Turner como Hannah Watson
- Stacy Clausen como Tom Watson
- Todd Lasance como Craig Atherton

## Producción
Netflix anunció el 16 de julio de 2020 que las memoria de Watson, True Spirit, se adaptaría a una película, dirigida por Sarah Spillane. La película está producida por Susan Cartsonis para Resonate Entertainment, Debra Martin Chase para Martin Chase Productions y Andrew Fraser para Sunstar Entertainment. Los productores ejecutivos son Suzanne Farwell y Brent Emery para Resonate Entertainment. El coproductor es Clément Bauer para Resonate Entertainment. El rodaje tuvo lugar en agosto de 2021 en Chevron Island en la ciudad de Gold Coast, Queensland, Australia. Las restricciones impuestas debido a la pandemia de COVID-19 afectaron la producción.

## Estreno
Netflix, según su política de lanzar algunos de sus títulos más grandes en cines de forma limitada, estrenó la película en cines selectos el 26 de enero de 2023 en Australia y estuvo disponible globalmente para su transmisión el 3 de febrero.